# Belaja (Oblast' di Kursk)
Belaja (in russo Белая?) è un villaggio (sloboda) della Russia europea, nell'oblast' di Kursk; è il centro amministrativo del distretto Belovskij.
Si trova 80 km a sud-ovest di Kursk.